# Amnistia
L'amnistia (dal greco: ἀμνηστία - amnestía, "dimenticanza") è una delle cause di estinzione del reato; essa consiste nella rinuncia da parte dello Stato a perseguire un certo reato. Si tratta di un provvedimento generale di clemenza ispirato, almeno originariamente, a ragioni di opportunità politica e pacificazione sociale.
Mentre l'amnistia estingue il reato, che quindi è come se non fosse mai stato commesso, l'indulto estingue solo la pena. 

## Normativa italiana

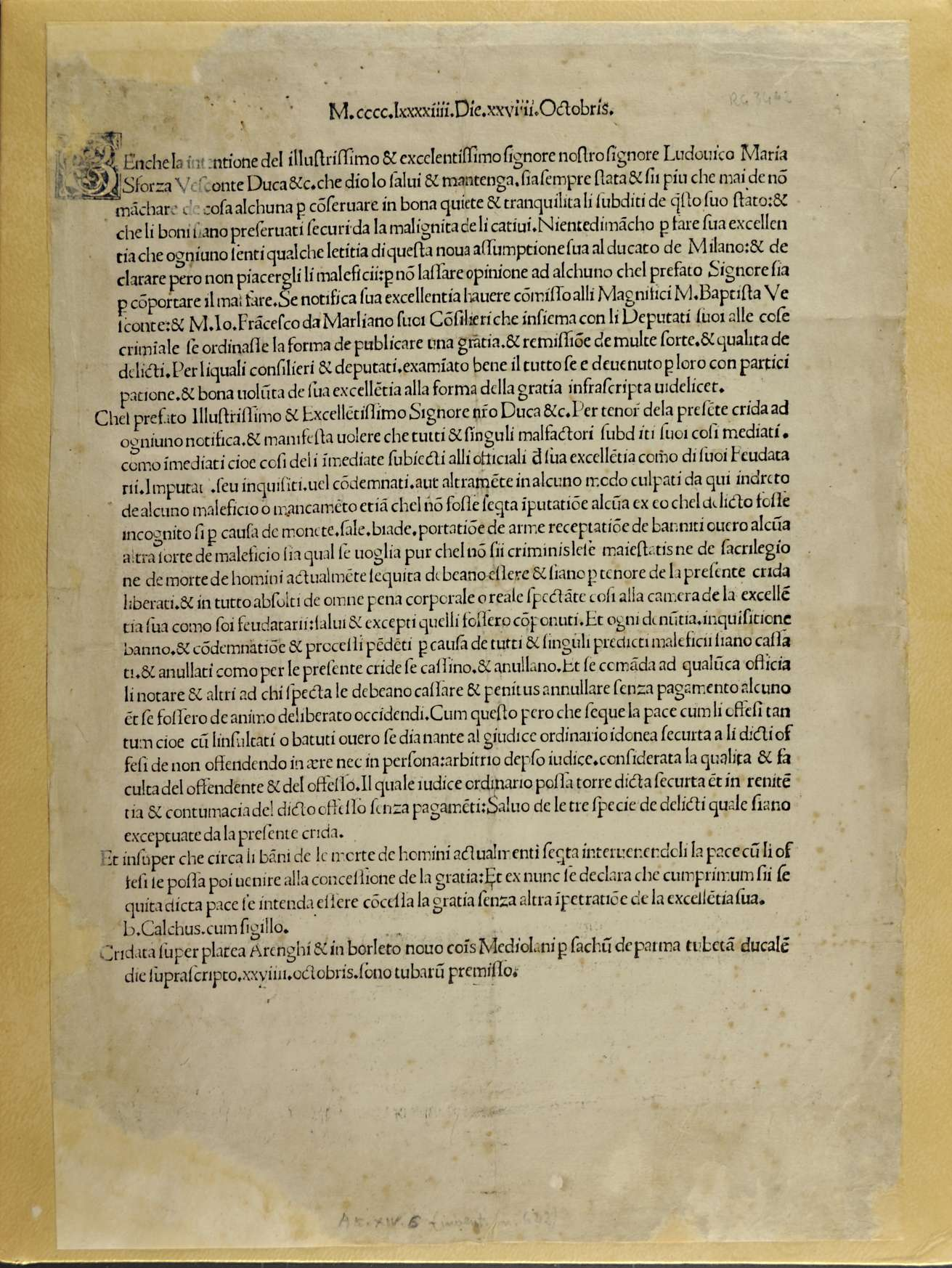
Grida per pubblicazione di amnistia, 1494

### Evoluzione storica
Inizialmente in Italia l'amnistia era prevista con decreto regio come un atto di grazia che il sovrano poteva concedere in virtù dei poteri che gli spettavano, cioè una grazia non diretta ad un singolo caso, ma generalizzata. Con la caduta della monarchia l'amnistia ha cominciato a subire una progressiva evoluzione: con l'instaurazione della Repubblica, il capo dello Stato è andato a sostituire il sovrano anche se su impulso del Parlamento. Dal 1992, l'ultima riforma costituzionale ha attribuito questo potere direttamente al Parlamento, come espressione della volontà popolare abbracciando un principio più democratico, con votazione a maggioranza qualificata e particolare proprio per la serietà della materia che si va a deliberare.

### Disposizione vigente
L'amnistia in Italia è prevista dall'art. 79 della Costituzione, e normata dall'articolo 151 del codice penale, il quale recita:
L'amnistia estingue il reato e, se vi è stata condanna fa cessare l'esecuzione della condanna e le pene accessorie.
Nel concorso di più reati, l'amnistia si applica ai singoli reati per i quali è concessa. 
L'estinzione del reato per effetto dell'amnistia è limitata ai reati commessi a tutto il giorno precedente la data del decreto, salvo che questo stabilisca la data diversa
L'amnistia può essere sottoposta a condizioni o ad obblighi. 
L'amnistia non si applica ai recidivi, nei casi previsti dai capoversi dell'articolo 99 Codice Penale, né ai delinquenti abituali, o professionali o per tendenza, salvo che il decreto disponga diversamente.
Come fissato dalla Costituzione, l'amnistia si applica ai reati commessi anteriormente alla data di presentazione del disegno di legge in Parlamento. A partire dal 1992 l'amnistia viene disposta con Legge dello Stato, votata a maggioranza dei due terzi dei componenti di ciascuna Camera (legge costituzionale 6 marzo 1992, n. 1, Revisione dell'articolo 79 della Costituzione in materia di concessione di amnistia e indulto). Precedentemente era prerogativa del Presidente della Repubblica.
Le figure di reato interessate dall'amnistia vengono di regola individuate con riferimento al massimo edittale della pena ma possono essere utilizzate altre modalità: possono essere previste preclusioni oggettive (p.e. rispetto ad alcune tipologie di reati). L'amnistia non si applica, salvo espressa previsione di legge, ai recidivi aggravati o reiterati, ai delinquenti abituali, professionali o per tendenza.

### Amnistia propria ed impropria
Può estinguere il reato mentre il procedimento penale è in corso (amnistia propria), oppure può intervenire dopo che è stata pronunciata una sentenza penale definitiva di condanna (amnistia impropria ex art. 151 comma I parte 2 °C.p.). La Corte costituzionale ha riconosciuto sempre e comunque la possibilità per l'imputato di rinunciare ai benefici dell'amnistia e chiedere l'esame di merito, al fine di ottenere una eventuale assoluzione.
L'amnistia impropria fa cessare l'esecuzione della condanna e le pene accessorie anche se permangono gli altri effetti penali; perciò malgrado il provvedimento di clemenza, la condanna costituisce titolo per la dichiarazione di recidiva, di abitualità, di professionalità nel reato o per escludere il beneficio della sospensione condizionale della pena.
La concessione dell'amnistia può essere sottoposta a condizioni (sia sospensive che risolutive) o ad obblighi, previsti dalla legge di concessione (amnistia condizionata).
Per l'applicazione dell'amnistia impropria è competente il giudice dell'esecuzione, il quale procede (senza formalità con procedura de plano) con ordinanza comunicata al pm e notificata all'interessato. Contro l'ordinanza il p. m., l'interessato e il difensore possono proporre opposizione, a pena di decadenza entro quindici giorni dalla comunicazione o dalla notificazione dell'ordinanza. L'amnistia propria è invece applicata direttamente dal giudice penale (di merito o di legittimità) che deve dichiarare l'imputato non punibile e il reato estinto "per intervenuta amnistia".

### Tecniche di redazione
Il decreto di amnistia può essere redatto secondo due distinte modalità tecniche:
- previsione qualitativa positiva: il provvedimento specifica i tipi di reato (il nomen juris delle figure criminose) che fa estinguere
- previsione quantitativa positiva: il provvedimento opera per reati con pena edittale stabilita entro certi limiti

In realtà sono tecniche più di scuola, in quanto si preferisce un sistema misto che prevede certi tipi di reato a patto che non superino una pena comminata (e non edittale).

### Problemi dottrinari sull'applicazione
Il limite temporale dal quale un decreto di amnistia opera ed ha efficacia, attualmente la data della presentazione del disegno di legge in Parlamento, ha creato vari spunti e notevoli perplessità, specialmente alla modalità di commissione di alcuni reati.
Il primo aspetto riguarda il rapportare l'amnistia alla normale successione di leggi penali, regolate dal principio cronologico mitigato da quello del favor rei: ci si è chiesti in dottrina se l'amnistia operasse in termini identici o quantomeno simili in modo da stabilire su quali fatti precedenti operasse l'istituto. La differenza ad una lettura sistematica è stata rilevata da una parte dei giuristi in merito alla commissione del reato, che nel primo caso porterebbe alla condotta dell'agente mentre nel secondo alla commissione e consumazione della fattispecie criminosa, in modo tale che sia terminata e non protratta ulteriormente nel tempo, in altre parole determinale ed estinguibile.

#### Amnistia e reati continuati
Direttamente conseguente a questa chiave interpretativa del dettato normativo si pone il problema su come agisca allora l'amnistia per particolari categorie di reati, ovvero quelli continuati.
Tre sono gli orientamenti riguardo alla prima tipologia:
- Unità reale del reato: è l'impostazione secondo la quale a tacer di legge viene considerato il reato in maniera unitaria
- Fictio iuris
- Perseguimento della ratio: più recente delle precedenti, che critica per la deformazione ed astrazione della realtà quando è possibile un approccio più semplice, in particolare seguendo la ratio che è quella di favorire un reo con l'estinzione della pena e del reato, pertanto il reato andrebbe scisso se continuato fino al termine della presentazione della legge in Parlamento in quanto l'unificazione in un reato unico continuato è un aspetto del principio di favor rei, che diverrebbe al contrario espressione di un peggiore trattamento in totale contrasto con il principio stesso.

A favore di quest'ultima impostazione sembrerebbe anche la giurisprudenza costante anche della Cassazione che prevede sempre possibile la rinuncia all'amnistia da parte del reo (che ha diritto alla reputazione e all'onore).

#### Amnistia e reati circostanziati
La questione si riallaccia alla tipologia affrontata precedentemente di atto redatto in Parlamento: se viene adottata la previsione qualitativa, il nomen juris del reato è lo stesso sia per il reato base che per quello circostanziato, pertanto l'amnistia opererà per entrambi (sempre che la forma circostanziata non diventi un titolo autonomo di reato).

#### Amnistia e tentativo di reato
Vale quanto sopra, per un principio di a majori ad minus, il reato tentato è incorporato in una previsione qualitativa, in quanto sarebbe assurdo amnistiare un reato consumato, e considerato più grave rispetto al tentativo, e lasciare in piedi l'altro.

### I provvedimenti di amnistia concessi in Italia dal 1º gennaio 1942
| Regio decreto 17 ottobre 1942, n. 1156. Concessione di amnistia e indulto |
| Regio decreto 5 aprile 1944, n. 96. Amnistia e indulto per reati comuni, militari e annonari                                                                                     |
| Decreto Luogotenente 26 ottobre 1944, n. 17. Concessione di amnistia e indulto per reati in materia finanziaria                                                                  |
| Decreto Lgt. 8 giugno 1945. Applicazione degli articoli 1 e 2 del Regio Decreto 5 aprile 1944, n. 96, nei territori liberati dopo il 4 aprile 1944                               |
| Decreto Lgt. 17 novembre 1945, n. 719. Amnistia per reati politici antifascisti.                                                                                                 |
| Decreto Lgt. 29 marzo 1946, n. 132. Amnistia e condono per reati militari |
| Decreto Presidenziale 22 giugno 1946, n. 4. Amnistia e indulto per reati comuni, politici e militari; fu detto amnistia Togliatti                                                |
| Decreto Presidenziale 27 giugno 1946, n. 25. Amnistia per reati finanziari |
| Decreto legislativo 18 gennaio 1947, n. 244. Estensione dell'amnistia, dell'indulto e della grazia ai condannati in territori attualmente sottratti all'Amministrazione italiana |
| Decreto C.P.S. 1º marzo 1947, n. 92. Amnistia e indulto per reati militari in occasione del giuramento alla Repubblica delle Forze Armate                                        |
| Decreto C.P.S. 8 maggio 1947, n. 460. Amnistia e indulto per reati riguardo ai quali vi è stata una sospensione del procedimento o della esecuzione per causa di guerra          |
| Decreto C.P.S. 25 giugno 1947, n. 513. Amnistia e indulto per reati commessi in relazione con vertenze agrarie                                                                   |
| Decreto Presidente della Repubblica 9 febbraio 1948, n. 138. Amnistia per reati finanziari                                                                                       |
| D.P.R. 28 febbraio 1948, n. 138. Amnistia per reati finanziari |
| D.P.R. 27 dicembre 1948, n. 1464. Concessione di amnistia e indulto in materia di detenzione abusiva di armi                                                                     |
| D.P.R. 26 agosto 1949, n. 602. Concessione di amnistia e indulto per reati elettorali                                                                                            |
| D.P.R. 23 dicembre 1949, n. 929. Concessione di amnistia e condono in materia annonaria                                                                                          |
| D.P.R. 19 dicembre 1953, n. 922. Concessione di amnistia e indulto per reati comuni, politici e militari; fu detto amnistia Azara                                                |
| D.P.R. 11 luglio 1959, n. 460. Concessione di amnistia e indulto |
| D.P.R. 24 gennaio 1963, n. 5. Concessione di amnistia e indulto |
| D.P.R. 4 giugno 1966, n. 332. Concessione di amnistia e indulto per reati con pena reclusiva fino a 3 anni                                                                       |
| D.P.R. 25 ottobre 1968, n. 1084. Concessione di amnistia e indulto |
| D.P.R. 22 maggio 1970, n. 283. Concessione di amnistia e indulto per reati in ambito di manifestazioni, con pena fino a 5 anni                                                   |
| D.P.R. 22 dicembre 1973, n. 834. Concessione di amnistia in materia di reati finanziari                                                                                          |
| D.P.R. 4 agosto 1978, n. 413. Concessione di amnistia e indulto per reati con pena reclusiva fino a 3 anni, con eccezioni                                                        |
| D.P.R. 18 dicembre 1981, n. 744. Concessione di amnistia e indulto per reati con pena reclusiva fino a 3 anni, con eccezioni                                                     |
| D.P.R. 9 agosto 1982, n. 525. Concessione di amnistia per reati tributari |
| D.P.R. 22 febbraio 1983, n. 43. Concessione di amnistia per reati tributari |
| D.P.R. 16 dicembre 1986, n. 865. Concessione di amnistia e indulto |
| D.P.R. 12 aprile 1990, n. 75. Concessione di amnistia per reati con pena reclusiva fino a 4 anni, non finanziari                                                                 |
| D.P.R. 20 gennaio 1992, n. 23 Concessione di amnistia per reati tributari |

### Testi normativi
- Codice penale
- Codice procedura penale